# Gracias a Dios
Gracias a Dios é um departamento nas Honduras. Fica na parte oriental do país.
Municípios
1. Ahuas
2. Brus Laguna
3. Juan Francisco Bulnes
4. Puerto Lempira
5. Ramón Villeda Morales
6. Wampusirpi